# Az elnök emberei (film)
Az elnök emberei 1976-ban bemutatott amerikai politikai krimi Alan J. Pakula rendezésében, mely a Richard Nixonhoz köthető Watergate-botrány eseményeit dolgozza fel. A forgatókönyvet az ügyet felgöngyölítő két oknyomozó újságíró, Carl Bernstein és Bob Woodward könyve alapján William Goldman írta.
A film főszereplői újságírók, akiket Dustin Hoffman és Robert Redford alakít. Redford maga vette meg a még készülő könyv filmjogait, és ő javasolta azt is, hogy az újságírók magukat is írják bele a történetbe. Bár szerepelni eredetileg nem akart a filmben, a Warner stúdió csak így volt hajlandó finanszírozni a filmet, ezért végül Redford eljátszotta Woodward szerepét. A film nagy sikert aratott, és négy Oscar-díjat nyert.

## Cselekmény
Miután 1972. június 7-én betörőket fülelnek le a washingtoni Watergate Épületben lévő demokrata párti irodában, vád alá helyezik őket. A The Washington Post Bob Woodward újságírót rendeli a látszólag jelentéktelen ügy mellé tudósítónak. Hamar kiderül, hogy a betörők nem közönséges behatolók: mindannyiuknál profi lehallgatóeszközöket találtak, az egyikük ráadásul egy volt CIA ügynök. Woodwardhoz hamarosan csatlakozik Carl Bernstein, az újság másik tudósítója, és innentől közösen próbálnak az ügy végére járni, ami mögött hamarosan a Fehér Ház és maga a republikánus  Nixon elnök sejlik fel.

## Szereplők
| Szerep             | Színész         | 1. Magyar hang     | 2. Magyar hang       |
| ------------------ | --------------- | ------------------ | -------------------- |
| Carl Bernstein     | Dustin Hoffman  | Dunai Tamás        | Háda János           |
| Bob Woodward       | Robert Redford  | Szakácsi Sándor    | Szabó Sipos Barnabás |
| Harry Rosenfeld    | Jack Warden     | Horváth Gyula      | Papp János           |
| Howard Simons      | Martin Balsam   | Gruber Hugó        | Tolnai Miklós        |
| „Mély torok”       | Hal Holbrook    | Pathó István       | Varga T. József      |
| Ben Bradlee        | Jason Robards   | Benkő Gyula        | Gruber Hugó          |
| Könyvelőnő         | Jane Alexander  | Kútvölgyi Erzsébet | Tóth Éva             |
| Debbie Sloan       | Meredith Baxter |                    |                      |
| Dardis             | Ned Beatty      | Konrád Antal       |                      |
| Hugh Sloan         | Stephen Collins | Szacsvay László    | Megyeri János        |
| Merilyn            | Penny Fuller    | Egri Márta         |                      |
| Külügyi szerkesztő | John McMartin   |                    | Wohlmuth István      |
| Donald Segretti    | Robert Walden   | Szombathy Gyula    | Mikula Sándor        |
| Bernard L. Barker  | Henry Calvert   | Márton András      |                      |